# ميس شويكي
ميس شويكي (الاسم العلمي:Celtis spinulosa) هو نوع غير مؤكد من النباتات يتبع جنس الميس من فصيلة القنبية.